# Liebesgottheit
Liebesgottheiten werden in zahlreichen Mythologien als Göttinnen und Götter verehrt, die mit der geschlechtlichen Liebe oder ihrer Entstehung verbunden sind. Oft werden sie auch als Fruchtbarkeitsgottheiten bezeichnet, insbesondere im 19. Jahrhundert. Andere Gottheiten sind ausschließlich für die eheliche Sexualität zuständig, wie beispielsweise die griechische Hera.
| Liebesgottheit | Kultur                 | Art  | Eigenschaft                                                    |
| -------------- | ---------------------- | ---- | -------------------------------------------------------------- |
| Amor (Cupido)  | römische Mythologie    | Mann | Gott und Personifikation der Liebe                             |
| Anat           | ägyptisch, sumerisch   | Frau | Kriegsgöttin sowie Liebesgöttin                                |
| Aphrodite      | griechische Mythologie | Frau | Göttin der Liebe, Schönheit und sinnlichen Begierde            |
| Ašratum        | babylonische Religion  | Frau | Liebesgöttin, Gattin von Amurrum                               |
| Astarte        | phönizisch             | Frau | Himmelskönigin und Liebesgöttin                                |
| Azacca         | haitianischer Voodoo   | Loa  | Geistwesen der Landwirtschaft und Liebesangelegenheiten        |
| Bes            | ägyptische Mythologie  | Mann | nächtlicher Schutzgott, Gott der Zeugung und der Geburt        |
| Eros           | griechische Mythologie | Mann | Gott der begehrlichen Liebe                                    |
| Freya          | nordische Mythologie   | Frau | Wanengöttin der Liebe und der Ehe                              |
| Frigg          | nordische Mythologie   | Frau | Schutzherrin von Ehe und Mutterschaft, Gattin Odins            |
| Hathor         | ägyptische Mythologie  | Frau | allumfassenden Muttergottheit                                  |
| Inanna         | sumerische Religion    | Frau | Königin des Himmels                                            |
| Ištar          | assyrisch, babylonisch | Frau | Göttin des (sexuellen) Begehrens                               |
| Kamadeva       | indische Mythologie    | Mann | Gott der erotischen Liebe (Kama: Verlangen, weltlicher Genuss) |
| Lakshmi        | indische Mythologie    | Frau | Göttin des Glücks, der Liebe und der Fruchtbarkeit             |
| Mylitta        | iranische Mythologie   | Frau | gleich der griechischen Aphrodite (Urania)                     |
| Nanaja         | babylonisch, sumerisch | Frau | Göttin des weiblichen Eros und Göttliche Mätresse              |
| Qadesch        | ägyptische Mythologie  | Frau | Göttin der heiligen Ekstase und des sexuellen Vergnügens       |
| Šauška         | hurritische Religion   | Frau | Göttin der sexuellen Liebe und des Krieges                     |
| Tanit          | punisch                | Frau | Göttin der Fruchtbarkeit, Hauptgottheit von Karthago           |
| Turan          | etruskische Religion   | Frau | Fruchtbarkeits- und Schutzgöttin                               |
| Venus          | römische Mythologie    | Frau | Göttin der Liebe, des erotischen Verlangens und der Schönheit  |
| Voluptas       | römische Mythologie    | Frau | Göttin der Lebenslust und der sexuellen Lust                   |